# Bagisara paulensis
Bagisara paulensis är en fjärilsart som beskrevs av William Schaus 1898. Bagisara paulensis ingår i släktet Bagisara och familjen nattflyn. Inga underarter finns listade i Catalogue of Life.